# داگلاس هلدینگ

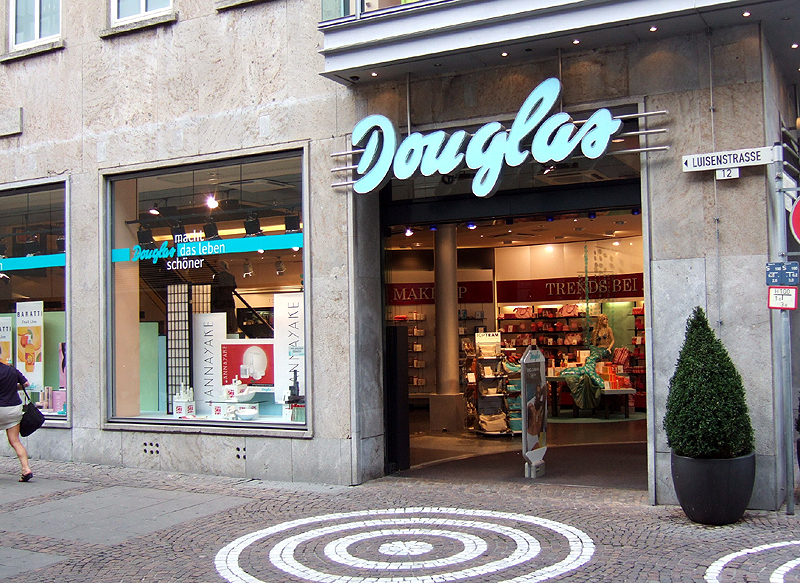
تصویری احتمالی از این شرکت

داگلاس هلدینگ (انگلیسی: Douglas Holding) شرکت خرده‌فروشی آلمانی است، که در سال ۱۹۱۰ تأسیس شد.